# Adolo
Adolo, död 1888, var Oba, monark, i Kungariket Benin mellan 1848 och 1888.